# ふたごのプリンセス
『ふたごのプリンセス』は、わたなべまさこによる日本の漫画作品。
秋田書店・「月刊プリンセス」の1975年（昭和50年）1月号（創刊号）から1975年12月号まで丸1年間、連載されていた。

単行本は、秋田書店のプリンセスコミックスより全2巻（1975-1976年）が刊行された。1995年、わたなべまさこ名作集でも全2巻刊行されている。
わたなべまさこが好んでよく描いた「生き別れの双子モチーフ」作品群の最後の作品。

## ストーリー
はなればなれになった双子の姉妹、ミチルとチルチル。ミチルはお金持ちの父親と継母に育てられ、チルチルはジャングルでゴリラに育てられる。そんな2人が出会って。

## 登場人物
ミチル
金持ちの父親リチャードと継母エリザベートに育てられる。継母より処方された薬の副作用で目が見えない。
チルチル
ミチルの双子の妹。麗に育てられる予定で、航空機に乗ったが、その航空機がコンゴ上空で墜落。死亡したと思われていたが、奇跡的に助かり、ジャングルでゴリラに育てられる。
水藻 麗(みずも れい)
ミチル、チルチルの実母、リチャードの愛人。高名なオペラ歌手。家庭教師のふりをして一緒に暮らすが、ミチルが目が見えるようになって身を引く。心臓疾患があったが、後に手術で完治。
リチャード・コンウォール
イギリス貴族。麗に一目惚れをし、逢瀬を重ねるが、婚約者エリザベートとの結婚の為別離。その後再会し、麗がチルチルとミチルを身籠る。